# シュムクル
シュムクル（スムンクル、アイヌ語: sum-un-kur）とは、胆振から日高北部にかけての太平洋沿岸地域に居住するアイヌ民族集団の名称。17世紀には東で接するメナシクルと抗争を繰り広げたことで知られるが、その指し示す範囲については諸説ある。
その本拠地（沙流郡波恵村）から、ハエクル（ハイクル,アイヌ語: hay-kur）、サルンクル（アイヌ語: sar-un-kur）という名称でも知られる。

## 定義

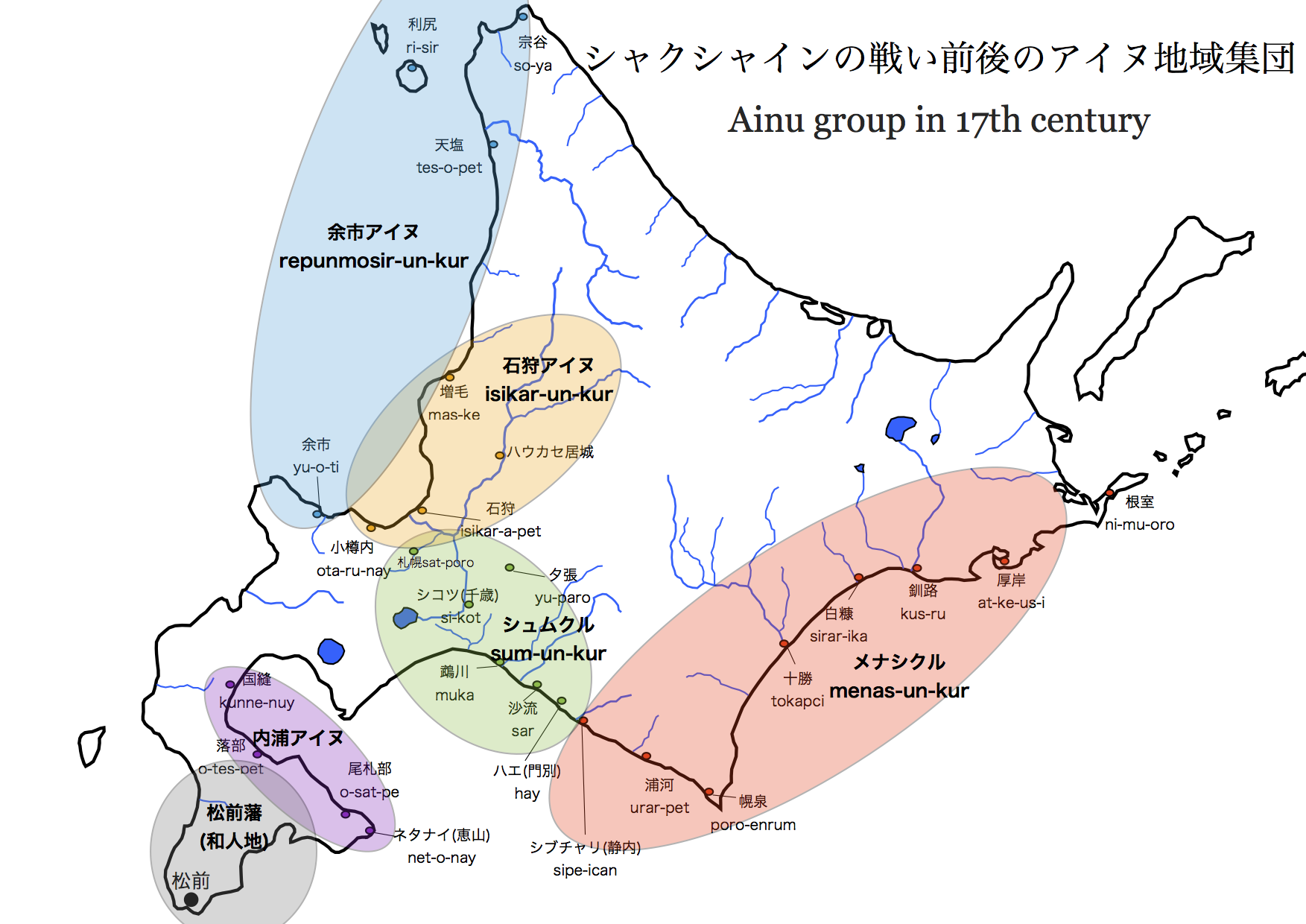
シャクシャイン時代の北海道

アイヌ語で「西の人」の意である。「スム[・レラ]」は本来「西風」を意味する単語で、太平洋岸のアイヌが河川を境として西風が吹いてくる方角(＝西)を「スム(シュム)」と呼んだことから、転じて「西」を意味する名詞となった。
「スム(シュム)」という言葉は日高東部や道東一帯の地名において多く用いられており、本来は広域を指す名称ではなかった。シャクシャインの戦いの頃は首長オニビシに率いられた「ハエクル(ハイクル)」という集団がおり、これが後のシュムクルに繋がる集団であると見られる。
松前矩広による『正徳五年松前志摩守差出候書付』（1715年）では、アイヌの集団の一つとして「シモクル」をあげ、アイヌ語で「西衆」を意味するとしている。蝦夷通辞の上原熊次郎は、著書『蝦夷地名考并里程記』における「シビチヤリ」の項において、「ニイガプよりシラヲイ辺まての蝦夷をシユムンクルといふ」としており、名称について「西のもの」という意味であるとしている。この記述によると、新冠から白老周辺にかけての太平洋沿岸地域がシュムクルの居住範囲ということになる。
アイヌが土葬墓に立てるクワ（墓標）には地域ごとに違いがある。各地の墓標を調査した河野広道によると、当時静内から千歳・室蘭にかけての一帯にサルンクル型の墓標が分布していた。東端の静内ではメナシクル型の墓標と混在しており、また室蘭より西の有珠においてもサルンクル型の墓標が混在していた。男性の墓標は矢尻のような形状であり、また女性の墓標は上部に穴があけられ、針の頭のような形をした太い木であるという。またサルンクルについて、墓制のほか伝承や風習の面でも隣接するアイヌ集団と大きく異なる特徴を持つとしている。

## 歴史
10世紀以後、北海道太平洋沿岸地域にはカムチャッカ半島・千島列島に繋がる「太平洋交易集団」が成立しており、和人からは「東の方角の者」の意で「日の本」と呼称された。この「太平洋交易集団」の一部がシュムクルの先祖になったと見られる。
シュムクルは「祖先は本州から移住してきた」という他のどのアイヌも持たない独自の始祖伝承を有しており、本州から移住してきた奥羽アイヌを核として成立した集団ではないかと考えられている。
シュムクルは次第に東で接するメナシクルと対立するようになり、1653年にはハエクルの首長オニビシがメナシクル首長カモクタインを殺害するという事件が起こった。カモクタインの後を継いだシャクシャインはオニビシを殺害し、更に松前への攻撃を計画したが敗れ、謀殺された(シャクシャインの戦い)。
シャクシャインの戦い以後、場所請負制の下で松前藩によるアイヌ民族の統制は強化され、シュムクルもオニビシのような首長を生む余地はなくなった。近現代北海道においてアイヌ民族の人口密集率が高いのは胆振・日高地方であるが、これはシュムクルがメナシクル・石狩アイヌなどと比べ松前藩に友好的であったためではないか、とする説がある。